# 蘭科湖 (什未林)

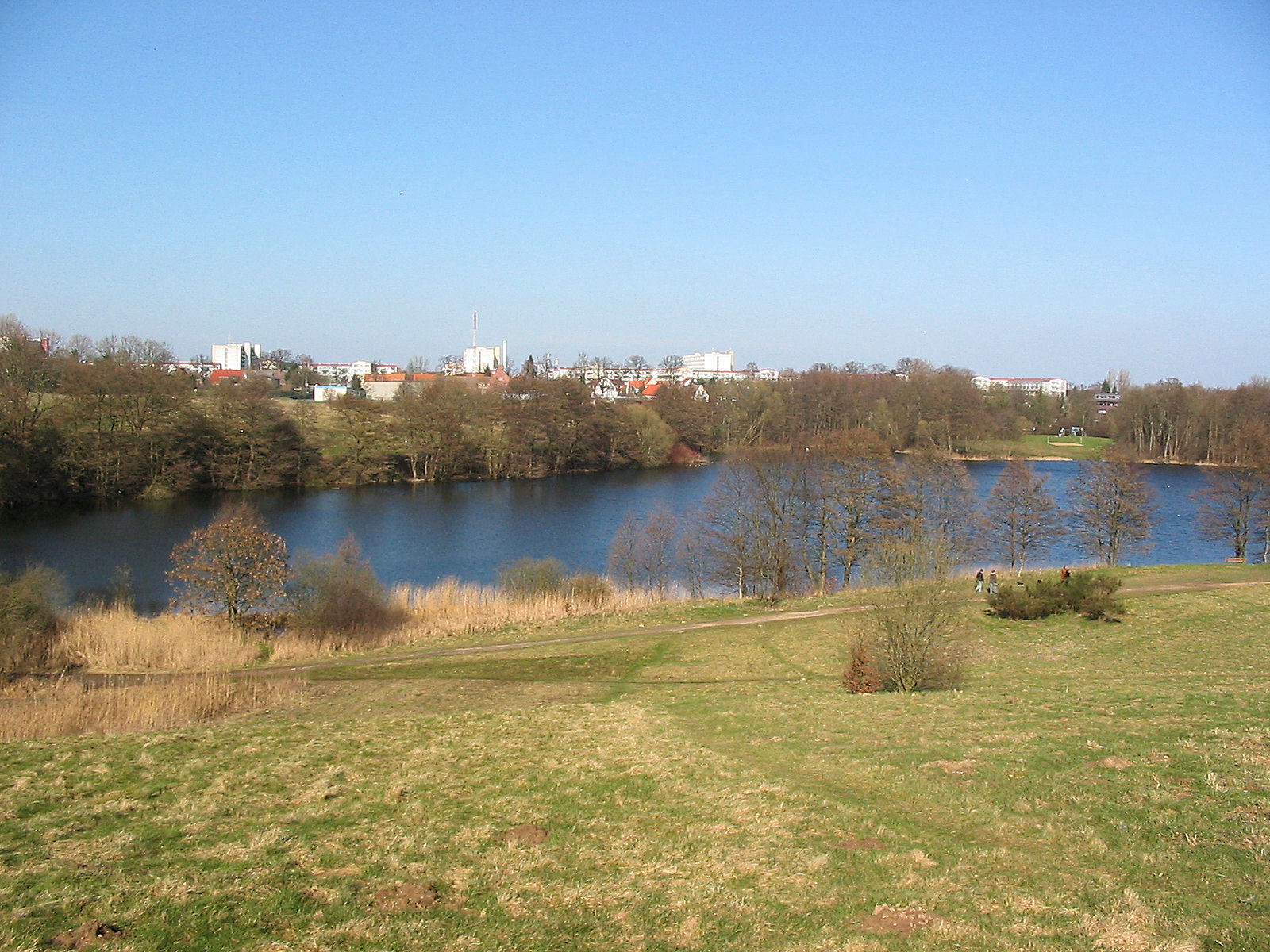

53°38′28″N 11°22′37″E / 53.64111°N 11.37694°E
蘭科湖（德語：Lankower See），是德國的湖泊，位於該國東北部，由梅克倫堡-前波美拉尼亞州負責管轄，處於什未林，長1.6公里、寬0.9公里，面積0.54平方公里，海拔高度43米，平均水深5米，最大水深10米，水體容量280萬立方米。